# Узденский, Анатолий Ефимович
Анато́лий Ефи́мович Узде́нский (24 февраля 1952, Павлодар или Акмолинск — 8 августа 2018, Новосибирск) — советский и российский актёр театра и кино. Народный артист РФ (1999).

## Биография
Анатолий Узденский родился 24 февраля 1952 года в Акмолинске (по другим данным, в Павлодаре).
В 1975 году окончил Новосибирское театральное училище.
В 1982—2004 годах работал в Новосибирском драматическом театре «Старый дом» и в Санкт-Петербургском «Театре на Литейном».
С 2005 по 2018 год служил в московском театре «Современник».
Скоропостижно скончался на 67-м году жизни 8 августа 2018 года во время отпуска в Новосибирске, причиной смерти стали проблемы с сердечно-сосудистой системой. Похоронен артист на Троекуровском кладбище в Москве.

## Сценография

### Новосибирский областной театр драмы
- «Семейный портрет с посторонним» С. Лобозёрова, режиссёр Анатолий Узденский.

### «Старый дом»
- 1983 — Президент («Луиза Миллер» Ф. Шиллера)
- 1983 — Петров («Осень следователя» Г. Данаилова)
- 1992 — Поль Дюбар («Супница» Р. Ламуре)
- 1995 — Густав («Кредиторы» А. Стриндберга)
- 1995 — Папа («Кошка на раскалённой крыше» Т. Уильямса)
- 1996 — Иван Ильич Головин («Пределы» по повестям Л. Толстого «Крейцерова соната» и «Смерть Ивана Ильича»)
- 1996 — Счастливцев («Лес» А. Островского)
- 2001 — Кин («Кин IV» Г. Горина)
- 2003 — Дымшиц («Мария» И. Бабеля).

### «Современник»
- 2005 — Чебутыкин — «Три сестры» А. П. Чехова
- 2005 — Пейдж — «Виндзорские насмешницы» У. Шекспира
- 2005 — Граф де Варвиль — «Подлинная история М. Готье по прозвищу „Дама с камелиями“»
- 2006 — Беккер — «Три товарища» Э.-М. Ремарка
- 2007 — Король Гиальмар — «Мален» Мориса Метерлинка
- 2008 — Эдуард-Валькирия-Гансен Стерветсен — «Шарманка» А. Платонова
- 2010 — Василий Ефимович Чечков — «Джентльмен» А. Сумбатова-Южина.

## Фильмография
| Год       |     | Название                    | Роль |
| --------- | --- | --------------------------- | --- |
| 1990      | ф   | Рой                         | капитан милиции Мелентьев                                                                                            |
| 2005—2012 | с   | Ментовские войны            | Пётр Сергеевич Набоков («Апостол»), бизнесмен, бывший криминальный авторитет, осведомитель Шилова (2-й — 7-й сезоны) |
| 2007      | с   | Группа ZETA                 | Валерий Филиппович Хрулёв, начальник тюрьмы                                                                          |
| 2007      | с   | Гражданин начальник-3       | Леонид Андреевич Сычёв, прокурор Златогорской области                                                                |
| 2008      | ф   | Закрытые пространства       | Арнольд Аркадьевич Соболь, отчим Вики                                                                                |
| 2008      | ф   | Государыня и разбойник      | князь Вяземский |
| 2009      | док | Завтра всё будет по-другому | Валентин Сергеевич Павлов                                                                                            |
| 2010      | ф   | Назад в СССР                | первый секретарь райкома КПСС                                                                                        |
| 2012      | с   | Однажды в Ростове           | Борис Николаевич Курочкин, директор Новочеркасского электровозостроительного завода                                  |
| 2014      | с   | Воронины                    | Фёдор Григорьевич, муж Зинаиды (311 серия)                                                                           |
| 2016      | с   | София                       | Фёдор Васильевич Курицын, думский дьяк, летописец и казначей при дворе Иоанна III                                    |
| 2018      | с   | Кровавая барыня             | Викентий Петрович, доктор                                                                                            |

## Награды и звания
- Приз «За лучшую мужскую роль» фестиваля антреприз «Своя игра»[6] за роль в спектакле «Мотылёк» (по пьесе П. Гладилина).
- 1993 — Заслуженный артист РФ.
- 1999 — Народный артист РФ.